# 트랜스포머 카로봇
《트랜스포머 카로봇》(일본어: トランスフォーマー カーロボット 도란스포마 가로봇토[*])는 2000년 일본 TV 도쿄에서 제작한 트랜스포머 시리즈이며 국내에서는 정의의 용사 카봇으로 방영했다. 애니메이션 제작사는 스튜디오 갤럽과 동우에이앤이로 한일합작 애니메이션이다. 일본에서는 2000년에 방영되었으며, 한국에서는 KBS 2TV에서 2002년에 방영되었다. 한일합작이므로 순수하게 일본에서 만들어진 트랜스포머 애니메이션 시리즈 중 유일하게 북미 및 유럽과 같은 서양권에 수출되기도 했다. 한국어 제목 정의의 용사 카봇 이다,

## 등장 인물
- 오니시 유우키(김남현)(성우:키무라 아키코):인간측의 주인공
- 옵티머스 프라임(성우:하시모토 사토시):오토봇의 리더
- 기가트론(성우:코비야마 요이치):디셉티콘의 리더
- 갓 메그너스(성우:마츠야마 타카시)
- 와일드 라이더(성우:시바하라 마사히로)
- 마하 엘럿(성우: 콘도 타카유키)
- 스피드 브레이커(성우:펀치 UFO)
- 게르샥(성우:콘도 아츠시)
- 블랙 컨보이(성우:쿠스노키 타이텐/)
- 타이(성우:히구치 치에코)
- 슬래퍼(성우:나이토 료)
- 다크 스크림(성우:타카하시 히로키)
- 가스컹크(성우:이마무라 노리오)
- 오니시 다이치(김창기)(성우:이즈미 히라시)
- 벌디가스(성우:카네코 하리이)
- 제이(성우:히구치 치에코)
- 신유미 기자

### 한국어판
- 이향숙 - 김남현
- 이정구 - 옵티머스 프라임
- (故)김병관 - 기가트론
- 이호인 - 와일드 라이더
- 사성웅 - 스피드 브레이커
- 김태웅 - 블랙 컨보이
- 이용순 - 타이
- 김승태 - 다크 스크림, 게르샥
- 성완경 - 가스컹크, 마하 엘럿
- 이윤선 - 김창기, 슬래퍼, 갓 메그너스
- 손선근 - 벌디가스
- 김순영 - 제이
- 은미 - 신유미(기자)

## 주제곡
- 오프닝 주제가(이 세상 단 하나뿐인 너)
- 작사: 이원희
- 작곡: 문대현
- 편곡: 김현종
- 노래: 이정열

- 엔딩 주제가(그 미소가 슬픔이란 걸)
- 작사: 이원희
- 작곡: 문대현
- 편곡: 김현종
- 노래: 이정연

## 한국판 제작진(KBS)
- 녹음: 박용규
- 편집: 문원용, 김준석
- 그래픽: 김경민
- 번역: 배현나
- 연출: 김정욱
- 우리말 제작: KBS 미디어

| KBS 2TV 수요일 애니메이션(6시)                                             | KBS 2TV 수요일 애니메이션(6시)                                                         | KBS 2TV 수요일 애니메이션(6시)                      |
| 이전 작품                                                                  | 작품명                                                                                 | 다음 작품                                           |
| -------------------------------------------------------------------------- | -------------------------------------------------------------------------------------- | --------------------------------------------------- |
| 재키찬 어드벤처 (2002년 5월 15일 ~ 2002년 7월 10일,이후 30분 앞당겨 방영.) | 트랜스포머 카로봇 (2002년 7월 24일 ~ 2002년 11월 27일,이후 월요일 오후 5:30으로 변경.) | 스페이스 힙합덕 (2002년 12월 4일 ~ 2003년 6월 11일) |